# Ronald Rivest
Ronald »Ron« Linn Rivest, ameriški kriptograf, računalnikar in izumitelj, * 1947, Schenectady, New York, Združene države Amerike.
Rivest je trenutno profesor računalniških znanosti na Oddelku za električno inženirstvo in računalništvo Tehnološkega inštituta Massachusettsa (MIT). Najbolj je znan po svojem delu na področju algoritmov javnih ključev, z Lenom Adlemanom in Adijem Shamirjem je leta 2002 skupaj osvojil Turingovo nagrado. Najbolj znan njegov algoritem je tako RSA; drugi so algoritem MD4, MD5, RC2 RC4, RC5 ter RC6. 

## Življenje
Leta 1969 je diplomiral iz matematike na Univerzi Yale, nato pa je leta 1974 opravil še doktorat iz računalništva na Univerzi Stanford.
Je član Nacionalne akademije znanosti, Ameriške akademije umetnosti in znanosti ter več drugih strokovnih in častnih združenj.